# Siddha
La Siddha è un tipo di antica medicina tradizionale dell'India. È stata praticata per migliaia di anni da parte del popolo Tamil. Molti studiosi insegnano che Siddha è la più antica forma conosciuta di medicina. Alcuni medici ritengono che la medicina Siddha sia stata trasmessa agli esseri umani dagli dei, e alcuni dicono che è un percorso per l'immortalità.
Questa forma di medicina è parte di un trio di medicina indiana Ayurveda e Unani compresi. La Medicina Siddha è più simile a ayurveda. Entrambi cercano di creare un equilibrio tra i tre dosha, che sono vata, pitta o vento; o bile; e kapha o catarro. La medicina siddha si concentra sull'alimentazione e sullo stile di vita per prevenire e curare le malattie. Si tratta di un approccio di salute spirituale e fisica, difendendo la convinzione che una mente sana conduce ad un corpo sano.
I Medici praticanti questa medicina sono chiamati Siddhars. La tradizione dice che ci sono stati 18 Siddhars originali. I Siddhars moderni possono ricevere una formazione professionale in molte università in India.
I Siddhars dovrebbero in teoria avere più  conoscenze intellettuali di medicina Siddha; Inoltre ci si aspetta che siano leader spirituali. Molti Siddhars spirituali si sforzano di vivere una vita onesta rispettando i loro coetanei e l'ambiente circostante.